# Belo odelo
Belo odelo é um filme de drama sérvio de 1999 dirigido e escrito por Lazar Ristovski. Foi selecionado como representante da Sérvia à edição do Oscar 2000, organizada pela Academia de Artes e Ciências Cinematográficas.

## Elenco
- Lazar Ristovski - Savo / Vuko Tiodorovic
- Radmila Shchogolyeva - Karmen
- Dragan Nikolić - Makro
- Bata Živojinović - Gospodin
- Danilo Stojković - Svestenik
- Bogdan Diklić - Masinovodja
- Radoš Bajić - Vlasnik